# 至强
Xeon（读作/ˈziːɒn/，中文翻译为至强）是Intel的一個中央處理器品牌，主要供伺服器及工作站使用，亦有超级计算机採用此處理器。由于部分型号价格低廉，核心数多，多核性能强，部分游戏玩家也会使用。它与奔腾（Pentium）系列一樣，經過幾代處理器架構的變遷後，名字仍保留下來。最初Xeon的名字是將Xeon放到相對的Pentium名字之後（Pentium II Xeon、Pentium III Xeon），現在的則直接叫作Xeon。Xeon采用x86架构或x86-64架構。

## Xeon系列
以前的Xeon分為E3、E5、E7三個系列，現在的Xeon分為Xeon E、Xeon W、Xeon D、Xeon Scalable幾個系列。另有加速卡Xeon Phi。只有部份Xeon E3、Xeon E和Xeon W處理器內置GPU。

### Xeon E3/E5/E7
早期Xeon的命名由定位、具體型號和代數三部分組成。
- 開頭的E3、E5或E7代表等級定位。

- 後四位數字中，第一個數字代表單個主機板可同時安裝的最多的處理器數目，簡稱路，有單路、雙路、四路和八路之分。第二個數字代表CPU插座類型，如第一代產品的1、2、4、6、8分別代表BGA 1284、LGA 1155、LGA 1356、LGA 2011和LGA 1567。第三位和第四位為性能區分用。
- 最後的v與數字代表微架構，如v2代表此處理器為Ivy Bridge微架構，v3代表Haswell微架構，以此類推。代表Sandy Bridge微架構的v1通常省略，不標註。

以E5-2650 v2為例，E5代表處理器的定位為中高端工作站，2代表此處理器最高支援雙路工作，6代表此處理器的插槽為LGA 2011，50為性能區分用，最後的v2代表此處理器採用Ivy Bridge微架構。

### Xeon E3
Xeon E3是針對工作站和入門級伺服器的單路處理器系列，有E3-1100和E3-1200两個子系列，除E3-1220L為雙核心以外均為四核心，但有四線程和八線程型號。Xeon E3的更新速度最快，每年跟隨消費級的Core i7一同更新，插座也跟消費級產品相同，採用LGA 1155和LGA 1150，第一/二/三代產品的型號為E3-1200/E3-1200v2/E3-1200v3。
一些DIY玩家會購買Xeon E3-1230代替Core i7，因為E3-12X0型號（E3-1260L和E3-1226等一些特殊型号除外）沒有iGPU（因为此类玩家多会另外购置显卡而不是采用iGPU），價錢較便宜。在一般的主機板使用，ECC功能會被停用。但從Xeon E3 V5開始，E3系列處理器已不支援Intel的桌上型晶片組，必須搭配Intel的伺服器晶片組才可使用。
從Coffee Lake微架構開始，Intel用Xeon E取代Xeon E3的定位。Xeon E僅提供16條PCIe線道，部分型號不內置iGPU。

### Xeon E5
Xeon E5是針對中高端工作站及伺服器的處理器系列，此系列每年更新，不過微架構落後Xeon E3一代。2013年第3季，Xeon E5更新到Ivy Bridge微架構。與此同時，Xeon E3更新到Haswell微架構。
Xeon E5共有五個子系列，入門的單路處理器系列E5-1400，高端的單路處理器系列E5-1600，入門級雙路處理器系列E5-2400，主流級雙路、四路處理器系列E5-2600及E5-4600。

### Xeon E7
Xeon E7是面向关键任务和数据中心的處理器系列，強調可靠性、可用性和可服务性（RAS）。
第一代Xeon E7於2011年第2季推出，提供三個子系列，頂級的八路、四路及雙路處理器系列E7-8800、E7-4800及E7-2800，分別最大支持4TB、2TB及1TB記憶體。全線代號均為Westmere-EX，支援四通道記憶體技術，採用LGA 1567，亦是唯一採用此插座的系列。
第二代Xeon E7於2014年第1季推出，代號Ivy Bridge-EX，提供三個子系列E7-8800/4800/2800v2，全部型號支持最大1.5TB記憶體，採用LGA 2011，最多15核心30线程及37.5MB L3。採用八路Xeon E7支持最多12TB記憶體。

### Xeon可擴充處理器
2017年，英特尔推出新的基於Skylake微架構的Xeon Scalable CPU（Xeon可擴充處理器），型号命名方式上，不再使用E5和E7，而是采用4種不同等级代替E5和E7的定位。全新的Xeon可擴充處理器分为青銅級、白銀級、黃金級和铂金级四个等級。

### Xeon W
從Skylake微架構開始，英特爾發布了用於工作站的Xeon W CPU。

### Xeon D
基於SoC的Xeon D CPU，功耗較低。

### Xeon Phi
Xeon Phi是運算加速卡的品牌，採用MIC架構（Many Integrated Core），最多61個核心，利用硬件型超線程讓每個核心擁有4個線程，總共244個線程，但此超線程無法關閉。Xeon Phi用作高效運算（HPC）加速，主要用於超級電腦及HPC伺服器。Xeon Phi的出現是為了抗衡GPGPU（通用GPU）在HPC領域的普及，美國橡樹嶺國家實驗室的超級電腦泰坦（2012年11月–2013年6月全球最快的超級電腦）的主要運算能力並不是來自CPU，而是來自NVIDIA Tesla GPU。
第一批Xeon Phi代號均為Knights Corner，不計算客製化產品，共有六款型號，3100/5100/7100各有兩款型號，分別有57/60/61個核心及6GB/8GB/16GB内存。兩款型號的分別在於散熱器的不同，包括主動式、被動式和沒有散熱器，主動式（A）只有風扇，被動式（P）則只有一塊很大的散熱片，沒有散熱器（X）需要配合水冷使用。

## 各代Xeon處理器

### Pentium II Xeon

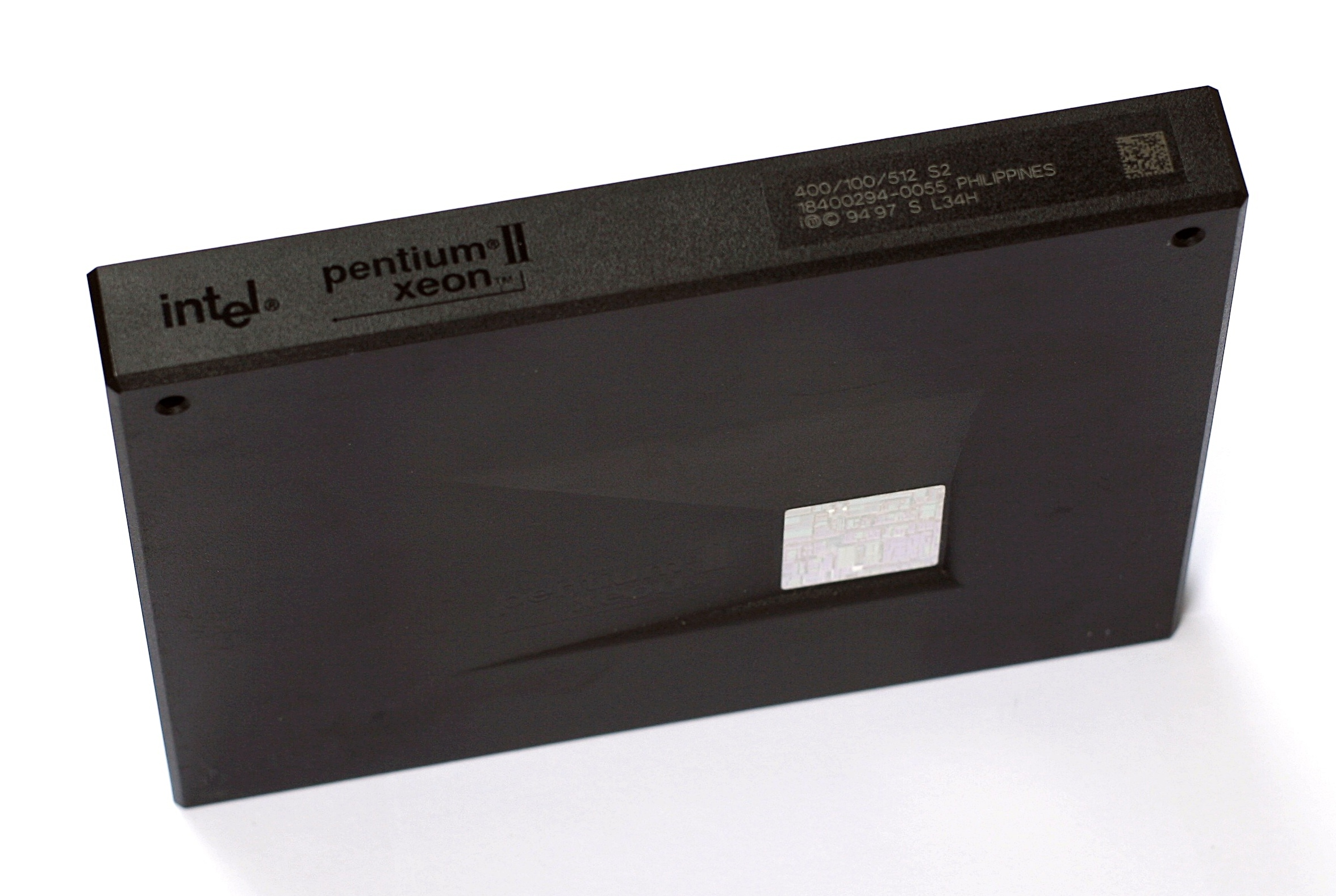
Pentium II Xeon

第一代Xeon處理器，於1998年發佈，用作取代Pentium Pro。Pentium II Xeon基於P6架構，使用82440GX（雙處理器晶片組）或82450NX（四處理器晶片組）。與Pentium II不同，它有一個全速，不在晶片上的L2快取。它使用一個比Slot 1更長的插槽Slot 2，分別有512KB、1MB、2MB L2，及使用100MHz前端总线。

### Pentium III Xeon

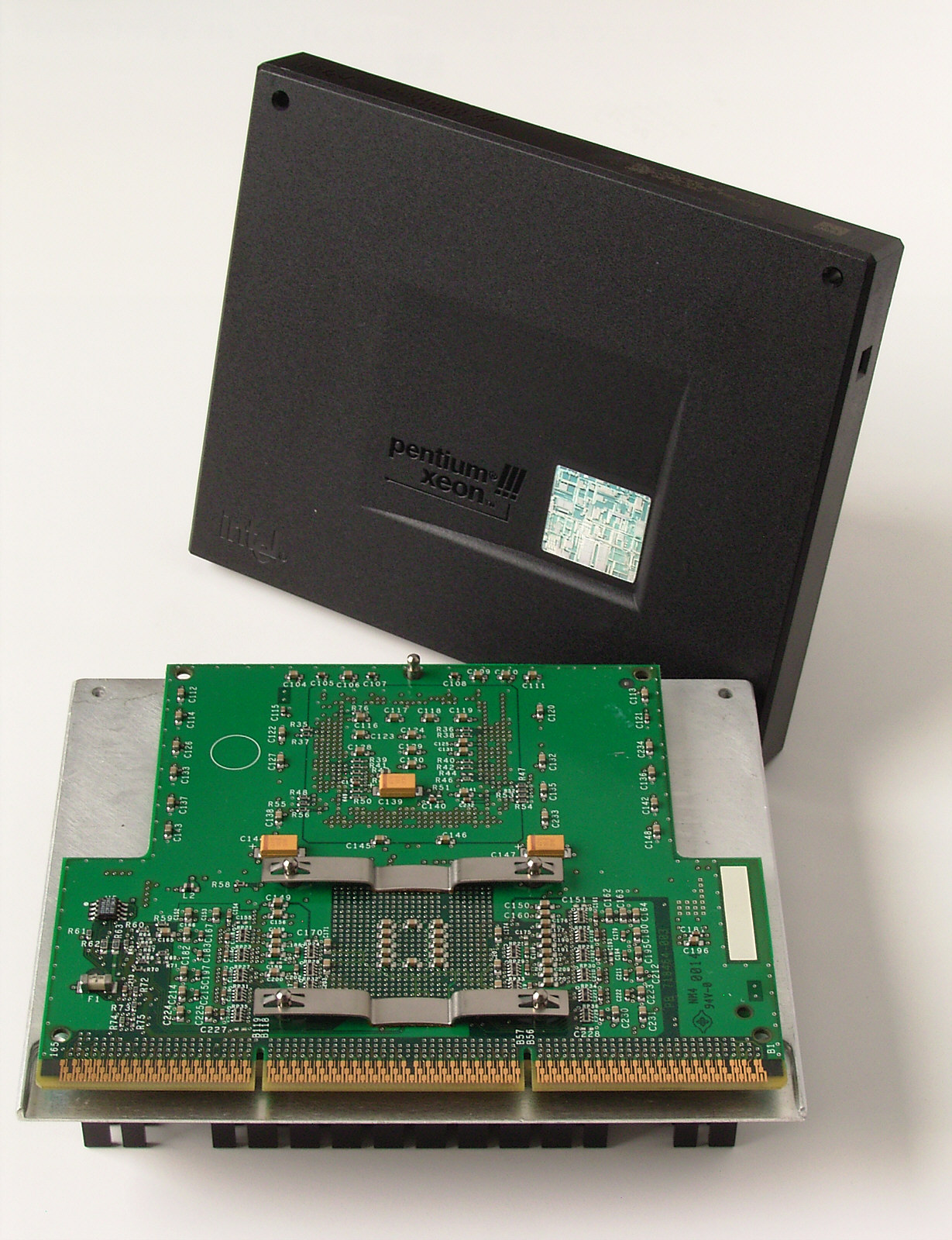
Pentium III Xeon

第二代Xeon，於1999年發佈，用作取代Pentium II Xeon。共有兩個核心版本：Tanner及Cascades。Tanner與同系列的Pentium III核心（Katmai）沒有分別，同有SSE及一少部份內存控制優化。第一代Casades核心的Pentium III Xeon處理器與同系列的Pentium III（Coppermine）同有133MHz的前端匯流排（外頻）、256KB的L2。第二代Casades（或稱Casades 2MB以分別二者），有1MB或2MB的L2但只有100MHz的外頻。

### 32位元Xeon DP及Xeon MP（NetBurst微架構）

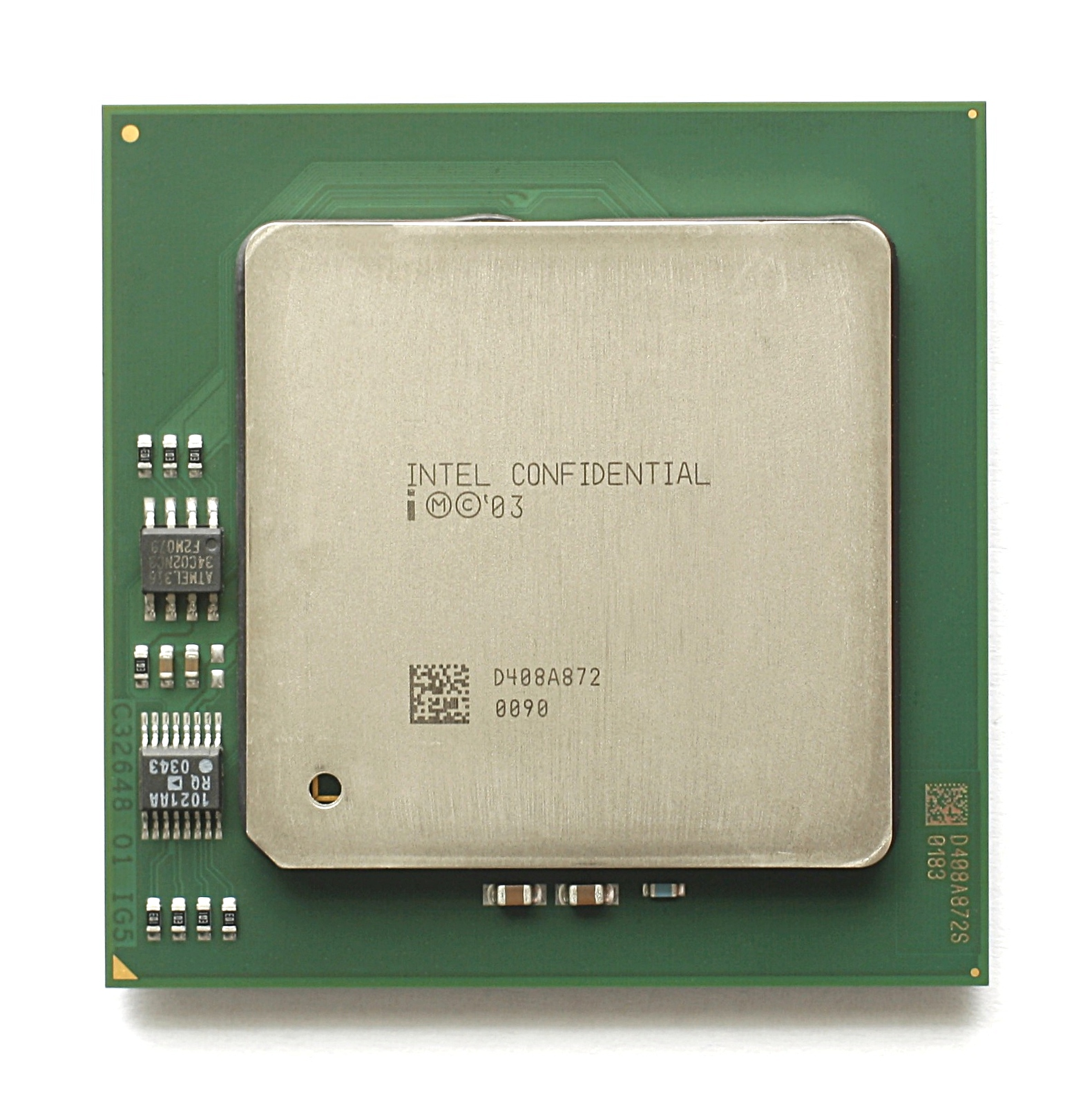
Xeon MP

Xeon（除下Pentium的名字）於2001年中發佈。第一代核心使用當時最新的NetBurst架構，名為Foster。跟Pentium 4不同，它的主要市場為工作站。雖然它擁有比Cascade 2MB更好的效能表現，但是因為它需要使用非常昂貴的RDRAM（Rambus Dynamic RAM），所以它的銷售情況不太理想。
因為Foster只支援2枚處理器，故第二版（Foster MP）發佈，它有1MB L3，增加少許的效能，但比Xeon DP貴得多。
2002年，130納米的Xeon發佈〔本版本核心為Prestonia〕。它支援英特爾的超線程技術，擁有512KB的L2。同時，新的晶片組E7500〔支援雙管道DDR〕亦配合此Xeon發佈。不久，它的前端匯流排亦由100MHz〔400MHz QDR〕提升至133MHz〔533MHz〕。因為本版本的Xeon在效能上比上一代以及對手的Athlon MP更好，另一方面，E75XX晶片組又有更大的優勢，故頓時成為高銷量的伺服器及工作站處理器。
Prestonia的Xeon MP版本核心為Gallatin，擁有1MB或2MB的L3。這個版本亦比Foster MP更高的效能，故在受伺服器歡迎。之後，130納米製程使到Gallatin可以有4MB的L3。

### 64位元Xeon DP及Xeon MP（NetBurst微架構）

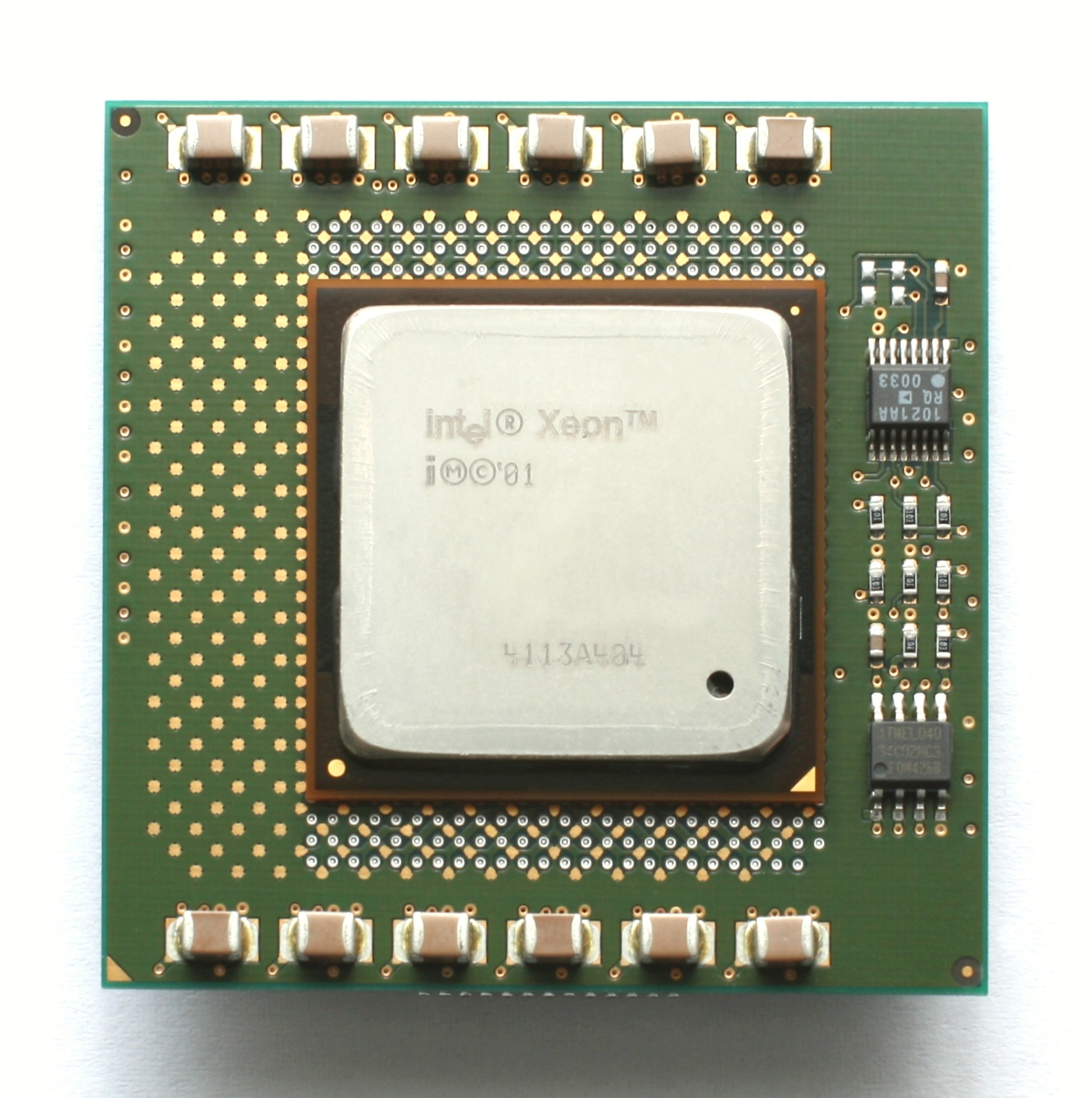
Xeon DP Foster SL4WX

因為英特爾未能成功推行Itanium及Itanium 2處理器，故在2004年，90納米製程的Pentium 4處理器〔Prescott〕加入了64位元指令的支援，以及新一代Xeon〔核心代號Nocona〕發佈。隨着此代Xeon發佈的晶片組為E7525〔工作站〕、E7520及E7320〔伺服器〕，加入PCI Express、DDR2及Serial ATA的支援。一般來說，雖然Xeon有超線程技術，但Xeon效能仍比對手的Opteron為低。
2005年，英特爾發佈新的Xeon〔Irwindale〕，但只有小量的更新：加入雙倍的L2，以及在低負載時自動減低時脈。但是，在一獨立測試 （页面存档备份，存于）中，Opteron的效能仍比Irwindale更高。
2005年4月，64位元的Xeon MP發佈，分別為較便宜的Cranford〔Nocona的MP版本〕及較貴的Potomac〔擁有8MB L3的Cranford〕。

### 雙核心Xeon（NetBurst微架構）
2005年10月10日，英特爾發佈了其首枚雙核心Xeon DP〔Paxville DP〕，它是Irwindale的雙核心版本，擁有4MB的L2〔每核心2MB〕。
2005年11月1日，雙核心的Xeon MP〔Paxville MP〕發佈，它有兩個不同的版本：一個有2MB的L2〔每核心1MB〕，另一個則有4MB L2〔每核心2MB〕。這個系列的Xeon命名為Dual Core Xeon 7000系列，時脈由2.67至3.0GHz不等〔7020-7041〕，有667MHz或800MHz的前端匯流排。

### 雙核心Xeon LV（P6微架構）

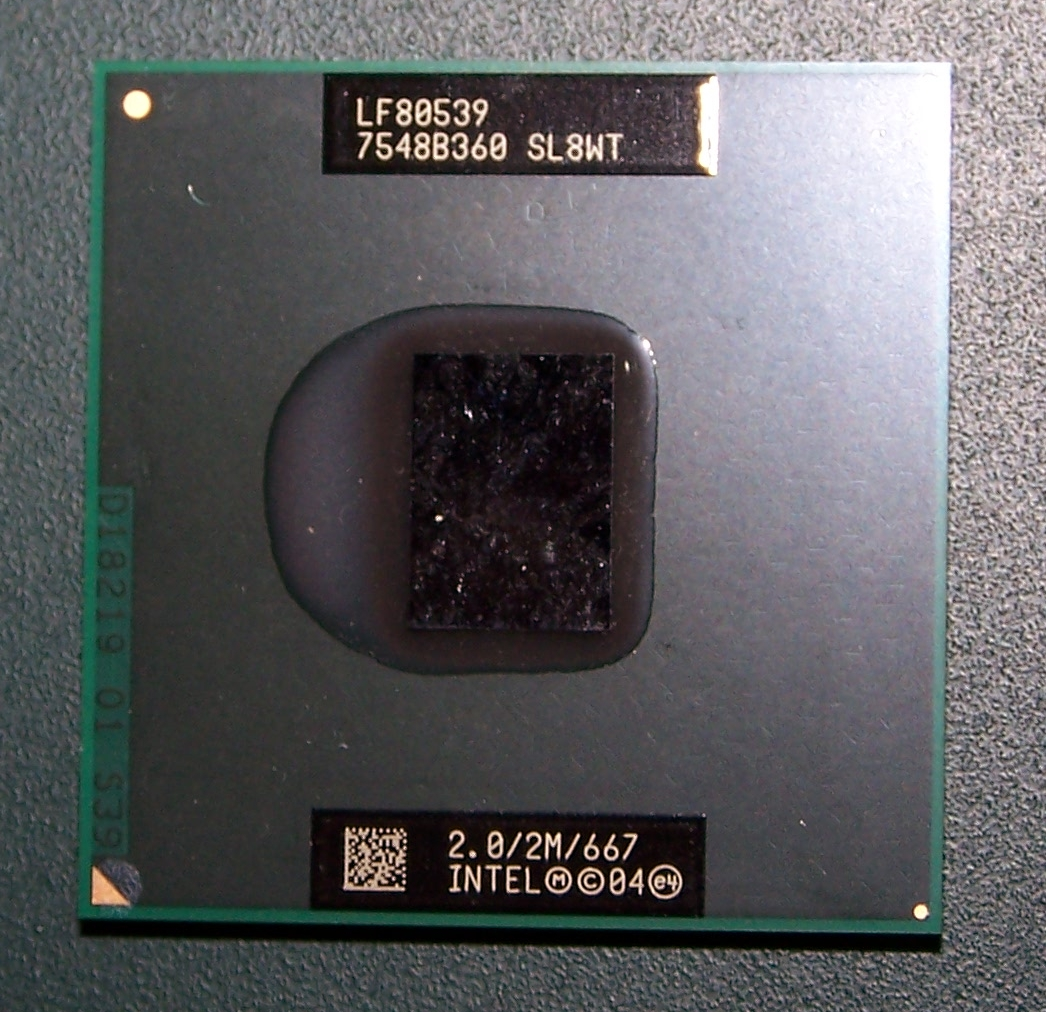
雙核Xeon LV

2006年3月14日，英特爾發佈了全新的雙核心Xeon LV〔低電壓版本，核心Sossaman〕。Sossaman建基於Core Duo處理器技術，支援當時Xeon擁有的技術，Virtualization Technology，667MHz前置匯流排，但雙核心處理只有32位元。

### 雙核心Xeon（65納米Netburst架構版本）
2006年5月23日，英特爾發佈了其65納米的雙核心Xeon〔Dempsey核心〕，並命名為Dual Core Xeon 5000系列。Dempsey為最後使用Netburst的Xeon DP處理器核心，除了支援多處理器外，其他跟其桌面版本〔Presler〕一樣。本系列時脈由2.67至3.73GHz不等〔5030-5080〕，擁有667MHz或1066MHz的前置匯流排，4MB L2〔每核心2MB〕。本系列的Xeon使用全新的介面Socket J，或稱LGA 771。

### Xeon（Core微架構）

#### Woodcrest
Woodcrest為第一枚使用Intel Core微處理器架構的處理器，Intel Core 2處理器的伺服器版本，於2006年6月26日推出。它被命名為Dual Core Xeon 5100系列。時脈由1.6GHz至3GHz不等。全部支援最多兩枚處理器同時運作。
它使用1333MHz前置匯流排，最高80W TDP，本系列所有處理器支援EM64T、XD bit、Virtualization Technology。

#### Tulsa
為Paxville MP的進化版本，使用65納米製程，並加入更大的內存。Tulsa將有2MB L2〔每核心1MB〕及最多16MB L3〔由兩核心共享〕。

#### Clovertown
由兩枚Woodcrest核心組成的四核心處理器核心，估計使用1066MHz前置匯流排。計劃於2006年年前發佈，且時脈會比Woodcrest核心為低。本核心亦有Xeon-MP版本，核心名為Clovertown-MP。

#### Whitefield
四核心處理器核心，部份建基於Woodcrest。使用Common System Interface（CSI）匯流排，取代傳統的前置匯流排。它將有16MB L2，第一代使用65納米製程、後代會使用45納米製程。但在現時的處理器路線圖上，它已經被取消，取而代之的是Tigerton核心。

#### Tigerton
四核心處理器核心，用作取代Whitefield。

#### Dunnington
45納米版本的Tigerton，四核心。

#### Harpertown
45納米八核心，12MB L2。

### Xeon（Nehalem微架構和Westmere微架構）
Nehalem微架構採用45納米製程，用QPI總線取代過時的FSB總線。Westmere微架構採用32納米製程。

### Xeon（Sandy Bridge微架構和Ivy Bridge微架構）
Sandy Bridge微架構採用32納米製程，Sandy Bridge處理器全面將北橋晶片整合到CPU中，主機板上只剩下南橋晶片。Ivy Bridge微架構採用22納米製程。

#### Xeon E3/Xeon E3 V2
采用FCBGA 1284和LGA 1155插槽

#### Xeon E5/Xeon E5 V2

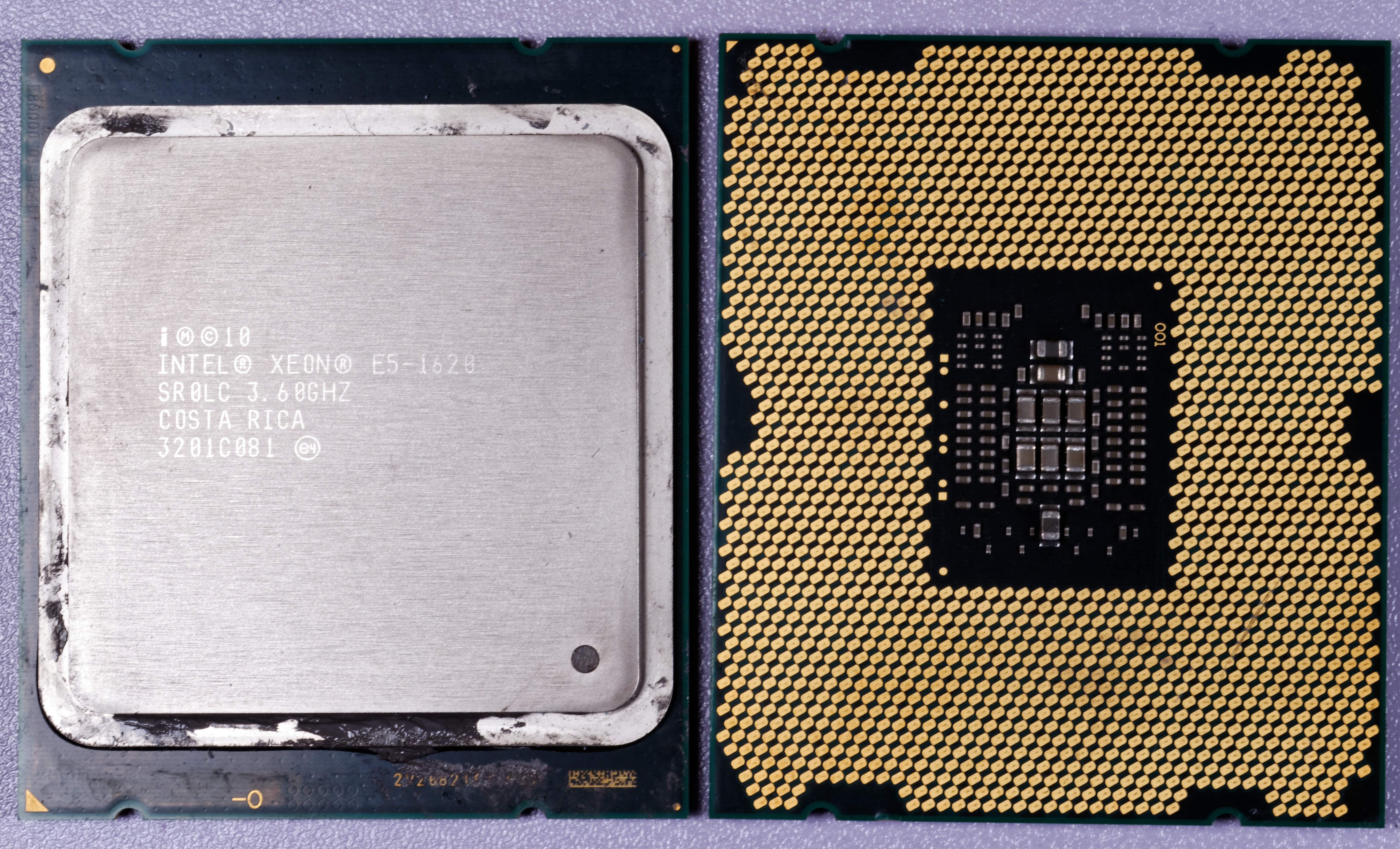
使用LGA 2011插槽的 Intel Xeon E5-1620的正面和背面

采用LGA 1356插槽（E5-1400系列与E5-2400系列）与LGA 2011插槽（E5-1600系列、E5-2600系列与E5-4600系列）

#### Xeon E7/Xeon E7 V2
采用LGA 1567插槽（E7v1系列）与LGA 2011-1插槽（E7v2系列）

### Xeon（Haswell微架構和Broadwell微架構）
Haswell微架構採用22納米製程，Broadwell微架構採用14納米製程。

#### Xeon E3 V3/V4
采用FCBGA 1364和LGA 1150插槽

#### Xeon E5 V3/V4
采用LGA 2011-3插槽与LGA 1356-3插槽（E5-2400系列）

#### Xeon E7 V3/V4
采用LGA 2011-1插槽

### Xeon（Skylake微架構和Kaby Lake微架構）
Skylake微架構和Kaby Lake微架構採用14納米製程。

#### Xeon W
採用LGA 2066插槽，支援AVX-512指令集（英文条目AVX-512）。

#### Xeon Scalable
採用LGA 3647插槽,支援AVX-512指令集（英文条目AVX-512）。

### Xeon （Coffee Lake微架構和Cascade Lake微架構）
Coffee Lake微架構和Cascade Lake微架構採用14納米製程。

#### Xeon E
采用LGA 1151v2插槽（E 2100系列和E 2200系列）和LGA 1200插槽（E 2300系列）

#### Xeon W
採用LGA 2066插槽或LGA 3647插槽，支援AVX-512指令集（英文条目AVX-512）。

#### 第二代Xeon Scalable
採用LGA 3647插槽。

### Xeon (Comet Lake微架構)

#### Xeon W-1200
Comet Lake微架構採用14納米製程，支援ECC記憶體，搭配W480晶片組，CPU支援16條PCI Express 3.0線道。

### Xeon（Cooper Lake微架構和Ice Lake微架構）

#### 第三代Xeon Scalable
Cooper Lake微架構採用14納米製程，Ice Lake微架構採用10納米製程。採用LGA 4189（Socket P+）插槽。

## 另見
- AMD Opteron
- AMD EPYC
- Intel Itanium
- Intel Xeon Phi

## 外部連結
- Intel Pentium II Xeon （页面存档备份，存于）及Pentium III Xeon （页面存档备份，存于） cpu-collection.de圖片及描述
- Hardware Secrets Xeon pages - explains DP and MP